# 凤凰县沱江大桥垮塌事故
凤凰县沱江大桥垮塌事故发生于2007年8月13日下午，北京时间16时45分许，位于中国湖南省凤凰县的在建的沱江大桥突然坍塌。事故造成64人死亡，4人重伤，18人轻伤，直接经济损失3974.7万元。
沱江大桥，是一座大型四跨石拱桥，长328米，每跨65米，高42米，计划投资1200万元。从凤凰县到贵州铜仁大兴机场的凤大公路堤溪段，原本定于八月底竣工通车。作为湘西自治州五十周年州庆献礼。该桥与2007年6月15日被撞垮塌的广东九江大桥同为湖南省路桥建设集团公司建造。

## 经过
沱江大桥在主体工程完工后，已经开始拆卸脚手架。现场约有100多人，成功逃离、救出86人，20余人失踪。到8月16日止，共有41人遇难。4人生还，22人受伤（其中危重2人、重伤1人）。部分遇难者家属获5万安葬费。大桥坍塌损害了桥下通过的取水管道，凤凰县自来水厂，从8月14日早晨开始，在县城范围内停水，居民及游客用水困难。湘西外宣办官员证实，一个多月前，第三个桥墩发生下沉现象，加固以后继续施工。被媒体认为是豆腐渣工程。
大桥建设项目经理为湖南省路桥集团道路七公司副经理夏有佳。项目监理人为湖南交通设计院下属金衢监理公司聘用人员蒋平。两人都已经被警方控制。所有大桥项目及工程监理的资料已被封存。
湘西土家族苗族自治州凤大公司为项目业主单位，湖南省路桥集团公司为施工单位。凤大路建设由湘西州凤大路建设有限责任公司负责。

## 事故调查
国务院事故调查组经调查认定，这是一起严重的责任事故。由于施工、建设单位严重违反桥梁建设的法规标准、现场管理混乱、盲目赶工期，监理单位、质量监督部门严重失职，勘察设计单位服务和设计交底不到位，湘西自治州和凤凰县两级政府及湖南省交通厅、公路局等有关部门监管不力，致使大桥主拱圈砌筑材料未满足规范和设计要求，拱桥上部构造施工工序不合理，主拱圈砌筑质量差，降低了拱圈砌体的整体性和强度，随着拱上施工荷载的不断增加，造成1号孔主拱圈靠近0号桥台一侧3至4米宽范围内，砌体强度达到破坏极限而坍塌，受连拱效应影响，整个大桥迅速坍塌。
根据国务院常务会议的决定，湖南省有关部门对事故发生负有直接责任，涉嫌犯罪的湘西自治州公路局局长兼凤大公司董事长胡东升、总工程师兼凤大公司总经理游兴富和湘西自治州交通局副局长王伟波等24人移送司法机关依法追究刑事责任。对事故发生负有责任的湖南省交通厅、湘西自治州政府相关负责人，省、州公路局和省路桥集团公司，以及设计、监理、质监等单位的32名责任人给予相应的政纪、党纪处分。其中：湖南省交通厅厅长欧阳斌行政记过，原厅长李安行政记大过、党内警告，副厅长、党组成员詹新华行政记大过、党内警告，厅党组成员、省公路局局长、党委书记李德旗撤销行政职务和党内职务。湘西自治州副州长、州安委会主任秦湘赛行政记大过、党内警告。湖南省路桥集团董事长、党委副书记陈志兵撤销行政职务和党内职务，总经理刘晓东撤销行政职务、党内严重警告，党委书记、副董事长方联名党内严重警告。

## 垮塌原因
重庆建筑科学研究院的桥梁专家蒲姓高级工程师称，垮桥可能是以下三种原因导致。第一种原因是桥垮时，多名工人正在同时施工拆支架。这表明主要的原因可能是没有按照规范的拆卸方法来拆支架。这种石拱桥一般采用的是满堂支架，在拆卸时要按照“对称分段”的原则进行，先拆两边拱脚，再拆中间拱顶，不能同时拆。第二种原因是沙浆或者混凝土龄期强度没达到规范要求就拆卸支架。还有一种原因，建造中使用的原材料不合格。
前两种原因均是由于赶工期而忽视质量所造成的。当地媒体2007年6月18日报道，在湘西自治州副州长视察时，堤溪大桥的业主——湘西自治州凤大公路公司总经理游兴富对建设情况进行了汇报：“通过开展劳动竞赛促进工程进度，堤溪沱江大桥克服了施工场地窄、桥下净空高度大、砌体体积大和多跨加载难度大等不利因素，现主拱圈砌筑已完成85%。”湘西自治州州委外宣办主任魏国钧证实，堤溪大桥原打算国庆节时搞竣工典礼，此前一个多月曾发生第三个桥墩下沉现象，后经加固处理才继续施工。

## 參閱
- 工程倫理